# Liste des fontaines du 20e arrondissement de Paris

Cet article recense les fontaines du 20e arrondissement de Paris, en France.

## Statistiques
Aucune fontaine n'est protégée au titre des monuments historiques : 

## Liste
| Fontaine                                                        | Localisation                                                                   | Coordonnées                 | Auteur(s)                                                                   | Date       | Illus. |
| --------------------------------------------------------------- | ------------------------------------------------------------------------------ | --------------------------- | --------------------------------------------------------------------------- | ---------- | ------ |
| Fontaine Debrousse                                              | 148, rue de Bagnolet Jardin Debrousse                                          | 48° 51′ 44″ N, 2° 24′ 23″ E |                                                                             |            |        |
| La Femme aux poissons                                           | Rue Sorbier                                                                    | 48° 52′ 00″ N, 2° 23′ 30″ E | Henri Dieupart (sculpteur)                                                  | 1936       |        |
| Fontaine Les Génies des Eaux                                    | 45 rue des Amandiers                                                           | 48° 51′ 53″ N, 2° 23′ 23″ E | Yvette Vincent-Alleaume                                                     | 1985       |        |
| Fontaine du jardin de Pali-Kao ou bassins du parc de Belleville | 38 rue de Pali-Kao Rue Julien-Lacroix Parc de Belleville                       | 48° 52′ 14″ N, 2° 22′ 57″ E | François Debulois (architecte) Paul Brichet                                 | 1988       |        |
| Fontaine Mur d'Eau ou fontaine des Amandiers                    | Rue des Cendriers Jardin des Amandiers Rue Duris                               | 48° 51′ 57″ N, 2° 23′ 19″ E | Dominique Caire                                                             | 1988, 1992 |        |
| Fontaine Pierre                                                 | ZAC de la gare de Charonne                                                     |                             |                                                                             |            |        |
| Fontaine de la place Gambetta                                   | Place Gambetta                                                                 | 48° 51′ 54″ N, 2° 23′ 55″ E | Alfred Gindre (architecte) Jean-Marie Rousselet J. Dixmier                  | 1992       |        |
| Fontaine de la place des Grès                                   | 57 rue Vitruve Square des Grès                                                 | 48° 51′ 34″ N, 2° 24′ 22″ E | Daniel Milhaud                                                              | 1983, 1992 |        |
| Fontaine de la place de la Réunion                              | Place de la Réunion                                                            | 48° 51′ 21″ N, 2° 24′ 04″ E | Paul-Eugène Lequeux (architecte) Albert-Ernest Carrier-Belleuse (sculpteur) | 1858       |        |
| Fontaine de la rue Saint-Blaise                                 | Rue Saint-Blaise                                                               | 48° 51′ 32″ N, 2° 24′ 21″ E |                                                                             |            |        |
| Fontaine des Anonymes                                           | Passage des Saint-Simoniens 147 rue de Ménilmontant Square des Saint-Simoniens | 48° 52′ 13″ N, 2° 23′ 50″ E | Marnix Raedecker (sculpteur)                                                | 1989       |        |
| Les Poings d'eau                                                | Boulevard Davout Rue Saint-Blaise                                              | 48° 51′ 23″ N, 2° 24′ 35″ E | Pascale Marthine Tayou (sculpteur)                                          | 2012       |        |
| Les Poings d'eau                                                | Boulevard Davout Rue des Réglises                                              | 48° 51′ 18″ N, 2° 24′ 36″ E | Pascale Marthine Tayou (sculpteur)                                          | 2012       |        |
| Les Poings d'eau                                                | Boulevard Davout Square de la Gascogne                                         | 48° 51′ 15″ N, 2° 24′ 39″ E | Pascale Marthine Tayou (sculpteur)                                          | 2012       |        |
| Les Poings d'eau                                                | Boulevard Davout Rue Charles-et-Robert                                         | 48° 51′ 10″ N, 2° 24′ 40″ E | Pascale Marthine Tayou (sculpteur)                                          | 2012       |        |
| Les Poings d'eau                                                | Boulevard Davout Rue Paganini                                                  | 48° 51′ 05″ N, 2° 24′ 40″ E | Pascale Marthine Tayou (sculpteur)                                          | 2012       |        |